# شهرستان بولوگوفسکی
شهرستان بولوگوفسکی (به لاتین: Bologovsky District) یک شهرستان در روسیه است که در استان تور واقع شده‌است.